# Liga de Voleibol de Catar
La Liga de Voleibol de Catar es la primera división de voleibol profesional de Catar fundada en 1979 y que actualmente cuenta con la participación de 10 equipos.

## Lista de Campeones
| Temporada | Campeón   | Finalista  | 3° Lugar     |
| --------- | --------- | ---------- | ------------ |
| 1979–80   | Al Arabi  | Al Rayyan  | Qatar SC     |
| 1980–81   | Al Arabi  | Al Rayyan  | Al Ahli SC   |
| 1981–82   | Al Arabi  | Qatar SC   | Al Rayyan    |
| 1982–83   | Al Arabi  | Qatar SC   | Mesaimeer    |
| 1983–84   | Al Arabi  | Al Ahli SC | Qatar SC     |
| 1984–85   | Al Arabi  | Al Sadd    | Al Rayyan    |
| 1985–86   | Al Arabi  | Al Sadd    | Al Rayyan    |
| 1986–87   | Al Arabi  | Al Rayyan  | Al Sadd      |
| 1987–88   | Al Arabi  | Al Sadd    | Al Ahli SC   |
| 1988–89   | Al Arabi  | Al Rayyan  | Al Ahli SC   |
| 1989–90   | Al Arabi  | Al Rayyan  | Al Sadd      |
| 1990–91   | Al Arabi  | Al Rayyan  | Al Ahli SC   |
| 1991–92   | Al Arabi  | Al Ahli SC | Al Rayyan    |
| 1992–93   | Al Rayyan | Al Arabi   | Al Sadd      |
| 1993–94   | Al Arabi  | Al Rayyan  | Qatar SC     |
| 1994–95   | Al Rayyan | Al Arabi   | Al Ahli SC   |
| 1995–96   | Al Arabi  | Al Rayyan  | Al Ahli SC   |
| 1996–97   | Al Arabi  | Qatar SC   | Al Rayyan    |
| 1997–98   | Al Rayyan | Qatar SC   | Al Ahli SC   |
| 1998–99   | Qatar SC  | Al Arabi   | Al Rayyan    |
| 1999–2000 | Qatar SC  | Al Arabi   | Al Rayyan    |
| 2000–01   | Al Rayyan | Al Arabi   | Qatar SC     |
| 2001–02   | Qatar SC  | Al Sadd    | Al Arabi     |
| 2002–03   | Al Arabi  | Qatar SC   | Al Rayyan    |
| 2003–04   | Al Arabi  | Qatar SC   | Al Rayyan    |
| 2004–05   | Qatar SC  | Al Arabi   | Al Rayyan    |
| 2005–06   | Al Arabi  | Qatar SC   | Al Rayyan    |
| 2006–07   | Al Rayyan | Al Arabi   | Al Ahli SC   |
| 2007–08   | Al Arabi  | Al Rayyan  | Police SC    |
| 2008–09   | Al Arabi  | Qatar SC   | Al Rayyan    |
| 2009–10   | Al Arabi  | Al Rayyan  | Police SC    |
| 2010–11   | Al Arabi  | Police SC  | Al Rayyan    |
| 2011–12   | Al Arabi  | Al Rayyan  | Al Ahli SC   |
| 2012–13   | Al Rayyan | Al Ahli SC | Al Arabi     |
| 2013–14   | Al Rayyan | Police SC  | El Jaish     |
| 2014–15   | Al Rayyan | Al Arabi   | El Jaish     |
| 2015–16   | Al Arabi  | Al Rayyan  | Police SC    |
| 2016–17   | Police SC | El Jaish   | Al Arabi     |
| 2017–18   | Al Rayyan | Police SC  | Al Arabi     |
| 2018–19   | Police SC | Al Rayyan  | Al Arabi     |
| 2019–20   | Police SC | Al Arabi   | Al Rayyan    |
| 2020–21   | Police SC | Al Ahli SC | Qatar SC     |
| 2021–22   | Al Rayyan | Police SC  | Al-Wakrah SC |
| 2022–23   | Al Rayyan | Al Arabi   | Police SC    |
| 2023–24   | Al Arabi  | Al Rayyan  | Qatar SC     |